# Pontiac Grand Prix
Pontiac Grand Prix — сімейство автомобілів американського автовиробника Pontiac, підрозділу General Motors.

## Історія створення
Історія цього 4-дверного 5-місного седана почалася ще в 1962 році, коли Pontiac Grand Prix був сімейним автомобілем із звичайним дизайном і непоганими експлуатаційними характеристиками. Перші два покоління вважалися досить габаритними, навіть по автомобільним стандартам 1960-х років.  
У 1969 році, розробниками було прийнято рішення зменшити габарити Гранд Прікс до середніх розмірів, але при цьому зберегти його незвичайний стиль. Варто відзначити, що найбільш вдалою моделлю є Grand Prix 2004 року, яка перевершує моделі 2006 і 2007 років. З відходом моделі-попередника Bonneville, Grand Prix став, мабуть, найбільшим і найкраще пропрацьваним седаном від Pontiac. Незважаючи на постійну конкуренцію з Dodge Charger, модель Гранд Прікс зуміла зберегти свої позиції і продемонструвати здатність гідно конкурувати, а моделі з двигунами V6 можуть легко посперечатися з автомобілями марок Nissan, Volkswagen і Mazda.

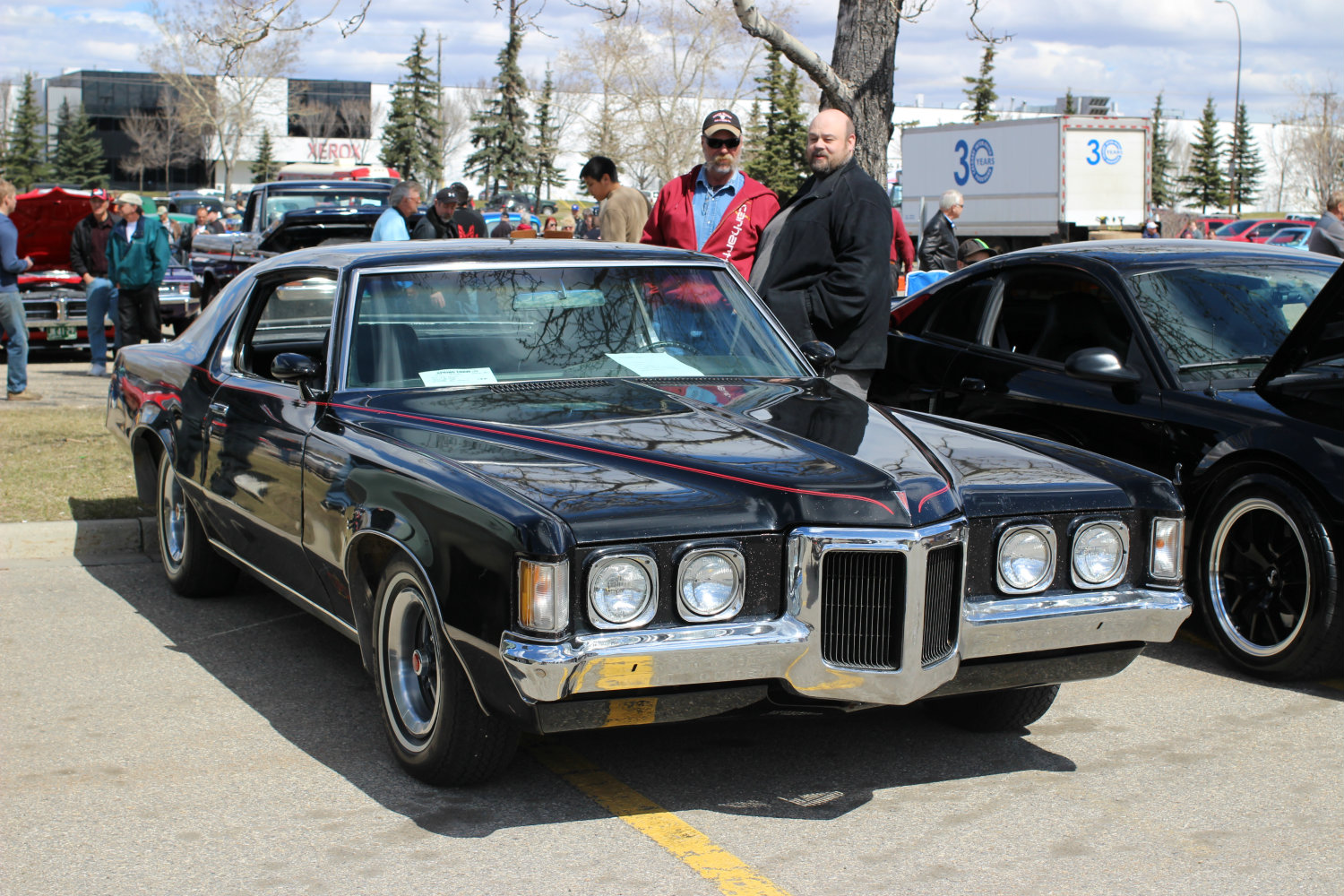
Pontiac Prix II (1969–1972)
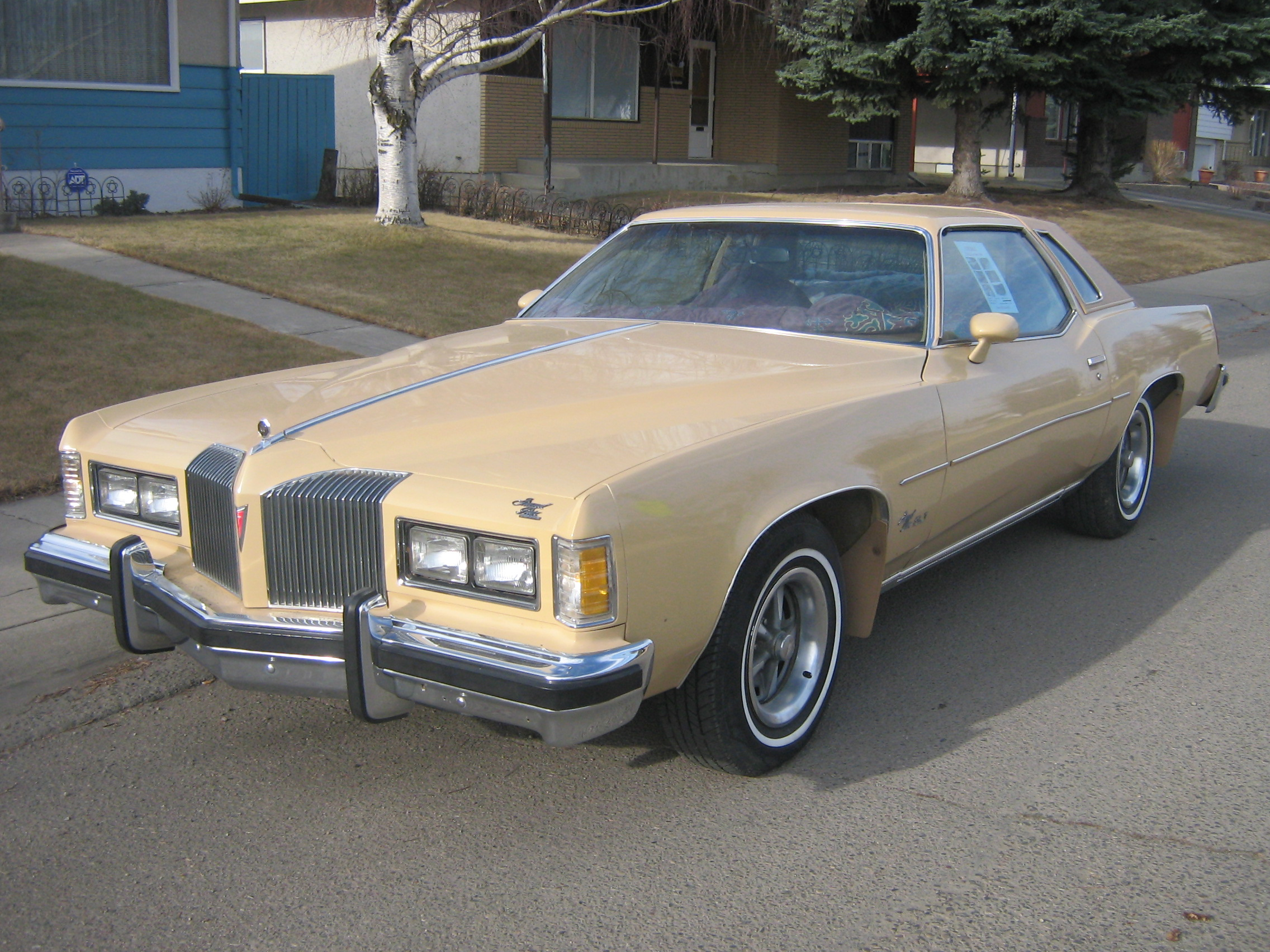
Pontiac Prix III (1973–1977)
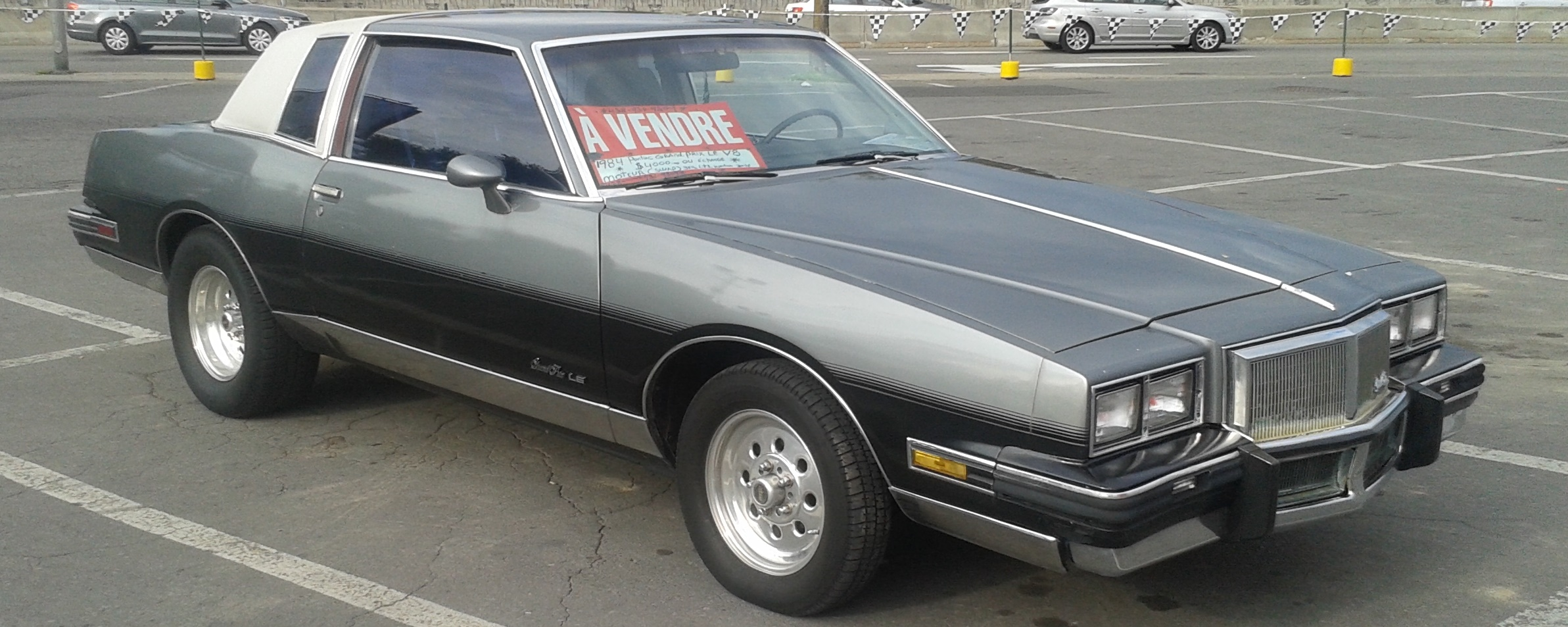
Pontiac Prix IV (1978–1987)

## Перше покоління (1962–1968)

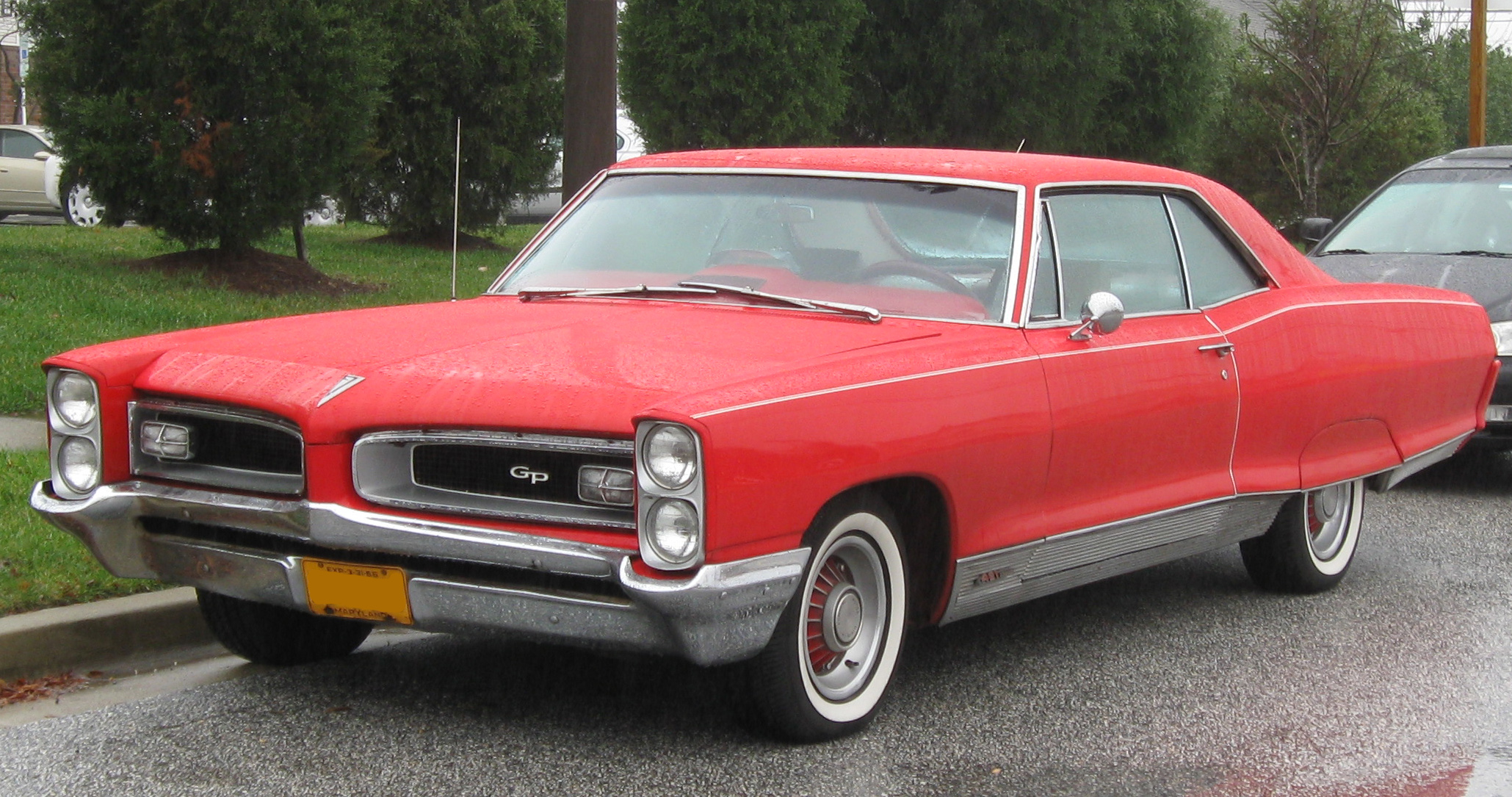
Pontiac Prix I (1962–1968)

- 389 cu in (6.4 L) Pontiac V8
- 400 cu in (6.6 L) Pontiac V8
- 421 cu in (6.9 L) Pontiac V8
- 428 cu in (7.0 L) Pontiac V8

## П'яте покоління (1988–1996)

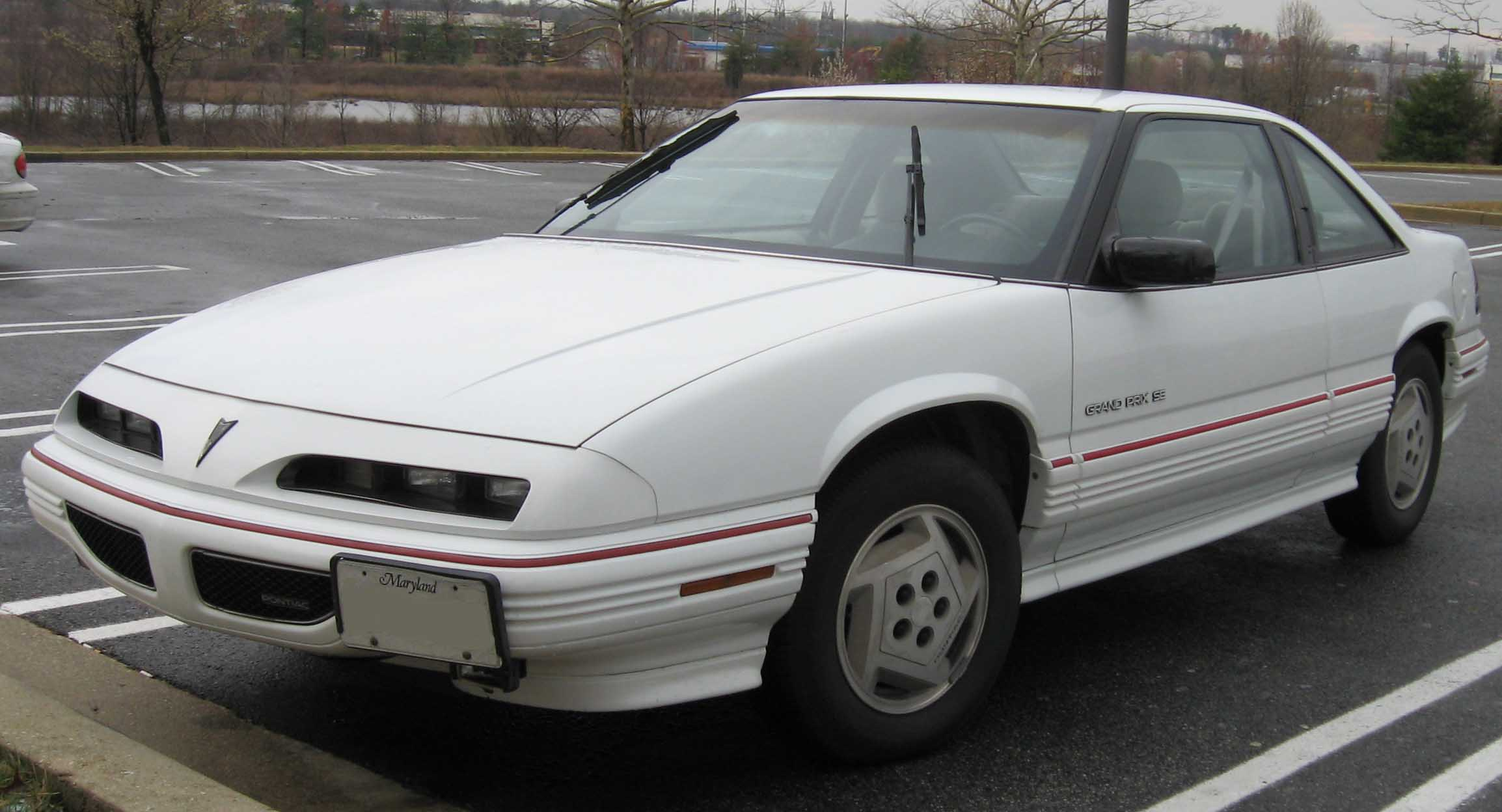
Pontiac Prix V (1988–1996)

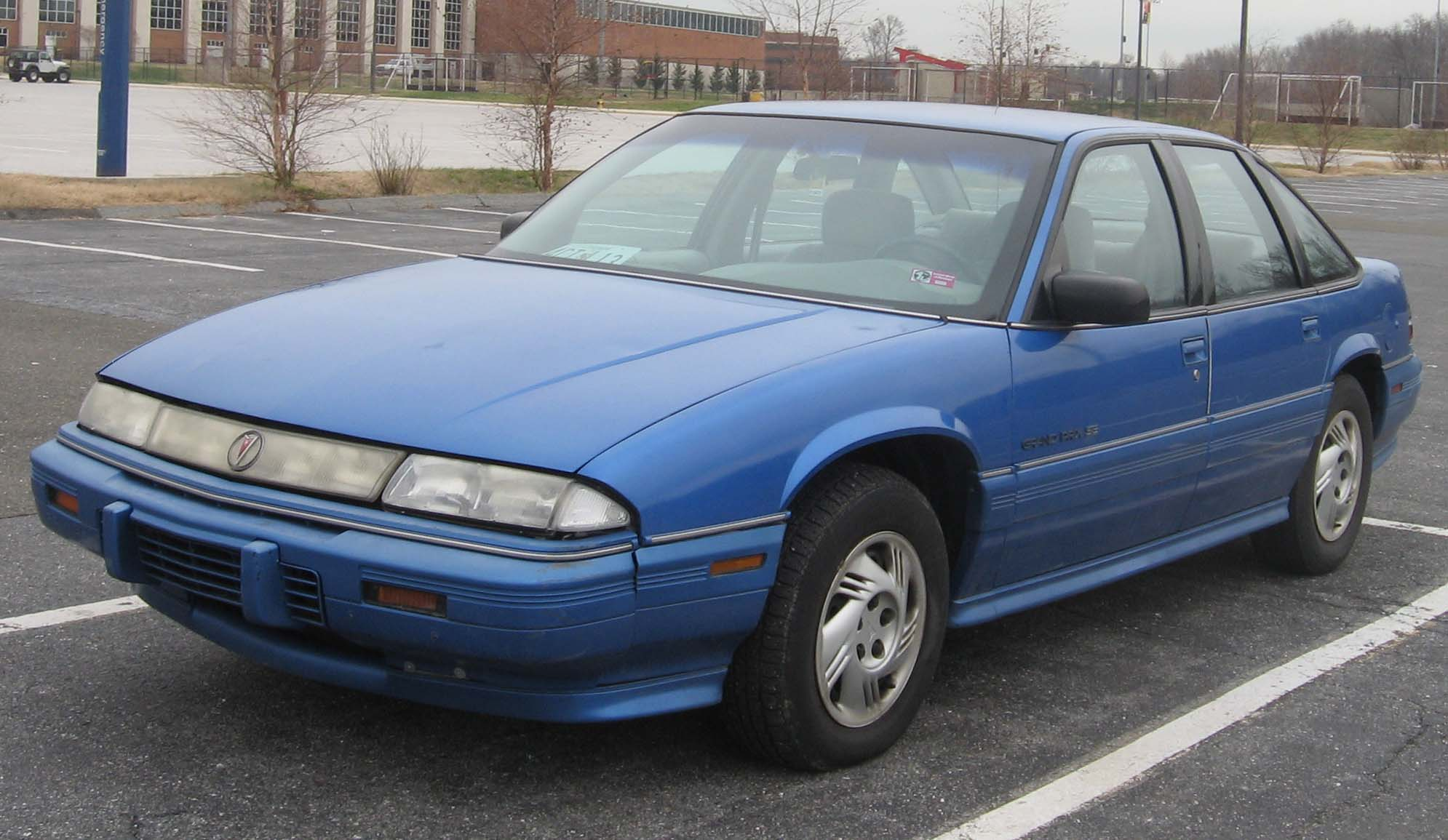
Pontiac Prix V (1988–1996)

- 2.3 L LD2 I4
- 2.8 L 60° V6
- 3.1 L 60° V6
- 3.1 L LH0 V6
- 3.1 L LG5 V6
- 3.1 L L82 V6
- 3.4 L LQ1 V6

## Шосте покоління (1996–2003)

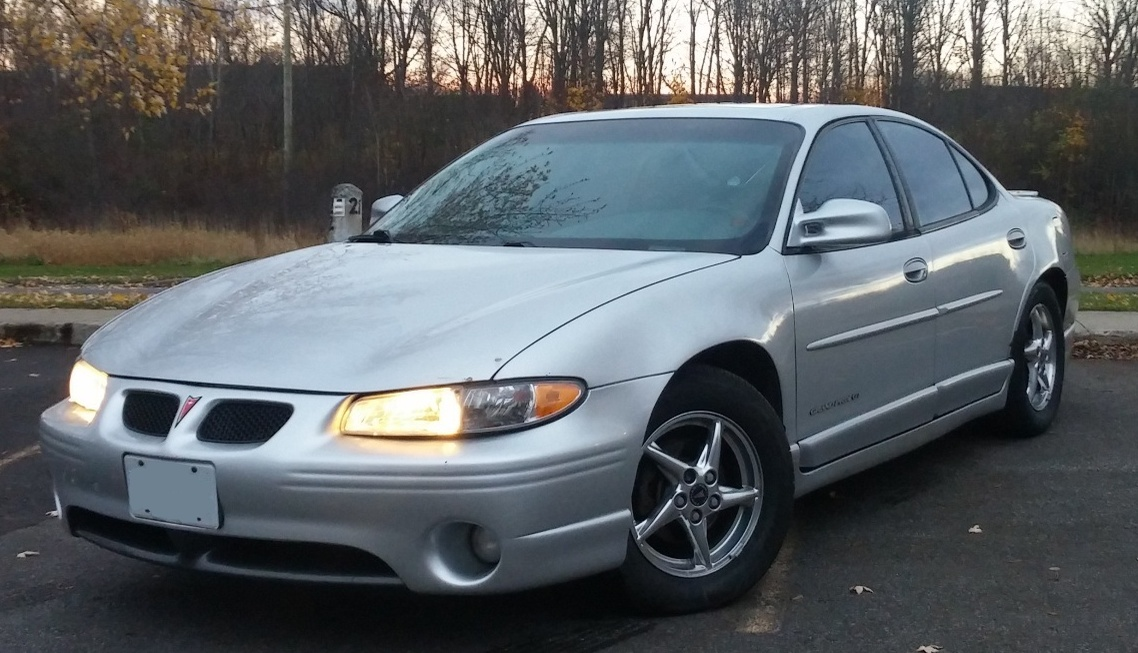
Pontiac Grand Prix VI (1996–2003)

- 3.1 L L82 V6 - 160 к.с.
- 3.1 L LG8 V6 - 175 к.с.
- 3.8 L L36 V6 - 195-200 к.с.
- 3.8 L L67 SC V6 - 240 к.с.

## Сьоме покоління (2004–2008)

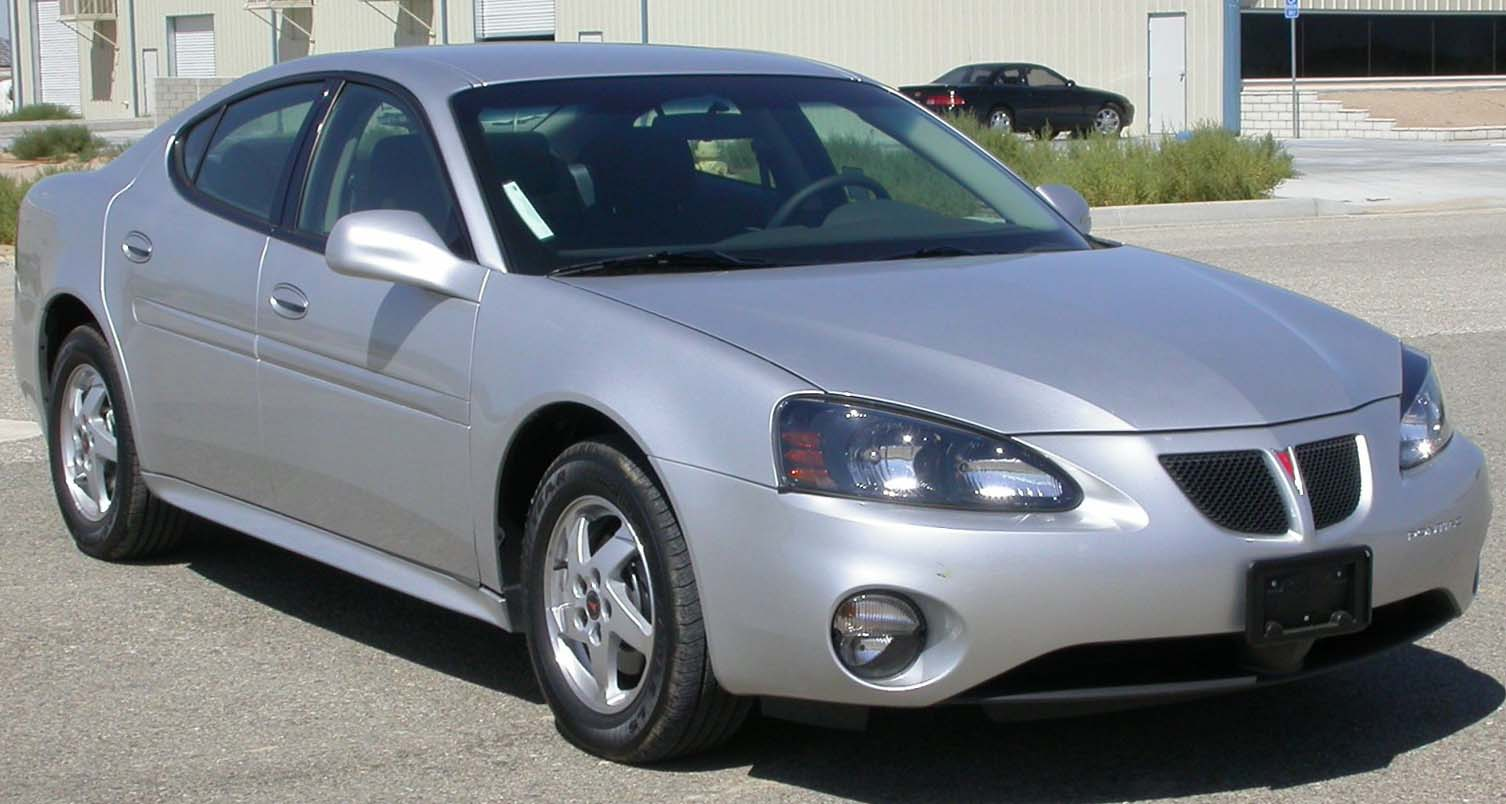
Pontiac Grand Prix VII (2004–2008)

- 3.8 L L26 V6 - 200 к.с.
- 3.8 L L32 SC V6 - 260 к.с.
- 5.3 L LS4 V8 - 303 к.с.